# Osternheuland – In den Erlen
Koordinaten: 51° 40′ 46″ N, 8° 30′ 43″ O

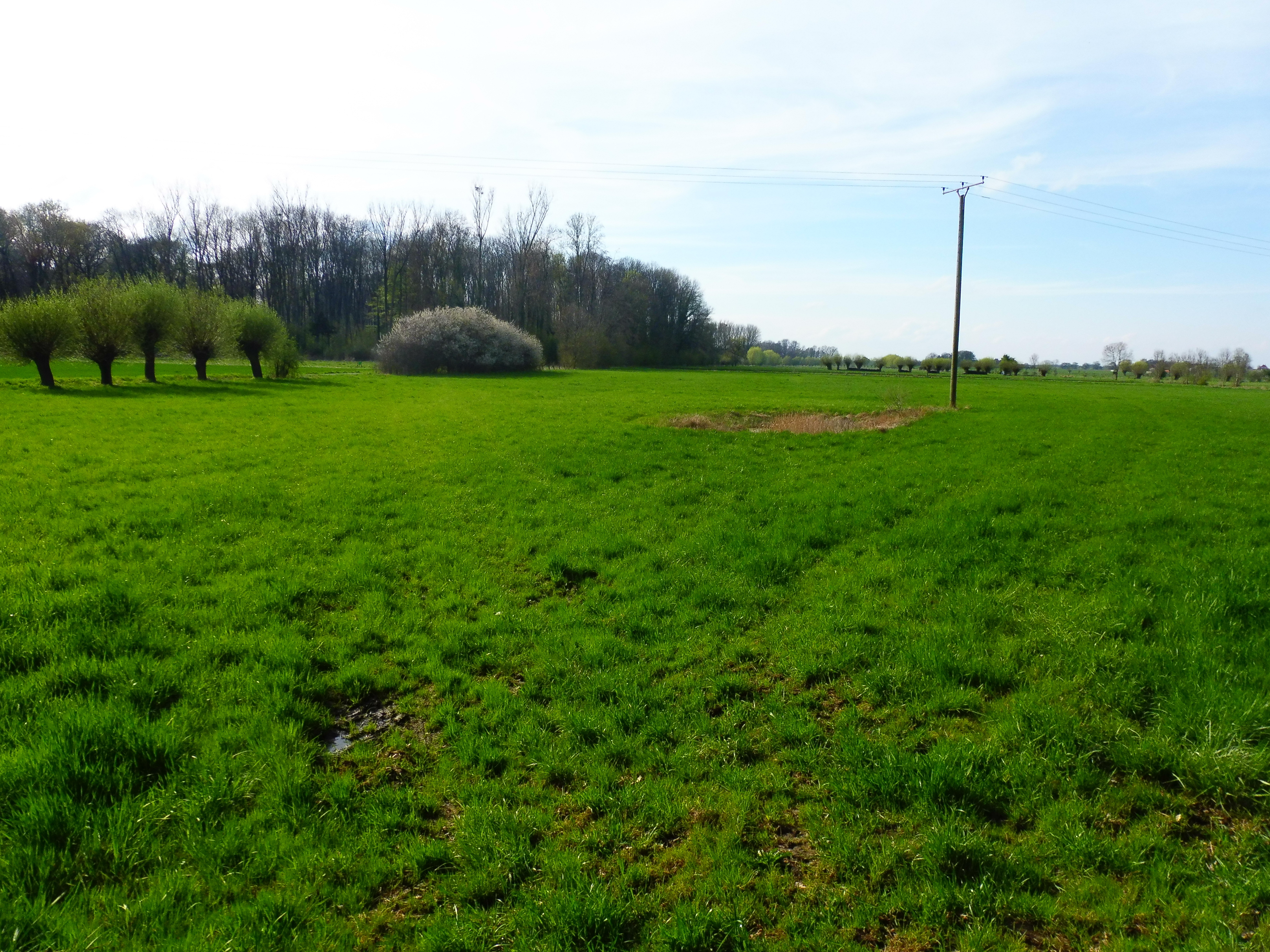
Naturschutzgebiet Osternheuland – In den Erlen (April 2018)

Das Naturschutzgebiet Osternheuland – In den Erlen liegt auf dem Gebiet der Städte Geseke und Lippstadt im Kreis Soest in Nordrhein-Westfalen.
Es erstreckt sich nördlich der Kernstadt Geseke und südlich von Verlar, einem Ortsteil der Stadt Salzkotten. Durch das Gebiet verläuft in Nord-Süd-Richtung die Landesstraße L 549, unweit nördlich verläuft die L 636. In dem Gebiet vereinigt sich der Störmeder Bach mit dem Geseker Bach zum Brandenbaumer Bach. Direkt nördlich schließt sich das Naturschutzgebiet Rabbruch und Osternheuland im Kreis Paderborn an.

## Bedeutung
Für Geseke und Lippstadt ist ein 262,73 ha großes Gebiet unter der Schlüsselnummer SO-048 als Naturschutzgebiet ausgewiesen.